# Spirontocaris prionota
Spirontocaris prionota är en kräftdjursart som först beskrevs av William Stimpson 1864.  Spirontocaris prionota ingår i släktet Spirontocaris och familjen Hippolytidae. Inga underarter finns listade i Catalogue of Life.